# Стэн, Ян Эрнестович
Ян Эрне́стович Стэн (латыш. Jānis Stens, 9 марта 1899 — 20 июня 1937) — советский политический деятель, философ, специалист по диалектике, гносеологии, социальной философии.

## Биография
Родился 9 (22) марта 1899 года в семье крестьянина в Венденском уезде Лифляндской губернии. Латыш.
Участник революционного движения в Латвии. Член РСДРП с 1914 г.
В 1915 году поступил в учительскую семинарию в г. Валмиера (Латвия). В июне 1917 года после оккупации Прибалтики немцами эвакуировался в г. Сызрань. В 1919 году окончил учительскую семинарию, читал курс по основам философии в Сызранском рабочем университете. Активно участвовал в гражданской войне. Был делегатом IX и X съездов РКП(б). С мая по июль 1921 года ответственный секретарь Симбирского губернского комитета РКП(б).
С 1921 года — слушатель первого набора Института Красной профессуры, философское отделение которого окончил в 1924 году. Преподавал в МГУ, был членом редколлегии журналов «Революция и культура» и «Под знаменем марксизма», членом редакции «Философской энциклопедии», редакционного совета Малой советской энциклопедии. В 1924—1927 годах заведовал сектором агитационно-пропагандистского отдела ИККИ.

«По просьбе Сталина Стэн читал ему персональный курс лекций по философии Гегеля. Когда Сталин что-то не понимал и путал, этот на редкость темпераментный для прибалта философ хватал его за лацканы пиджака и тряс, не лучшим из педагогических приемов вдалбливая в своего ученика положения Гегеля. До последнего доходили нелестные суждения его учителя философии».
Член Центральной контрольной комиссии ВКП(б) (1925—1930). В 1927—1928 годах — заместитель заведующего Агитационно-пропагандистским отделом ЦК ВКП(б), в 1928—1930 годах заместитель директора Института К. Маркса и Ф. Энгельса.
Принадлежал к так называемой «бухаринской школе». В ходе борьбы с левой оппозицией поддерживал правящую фракцию — Сталина и Бухарина, в 1928 году вместе с Бухариным оказался в правой оппозиции, но, в отличие от лидеров, в 1929 году не отказался от своих взглядов, хотя и избегал открытой оппозиции. В начале 1930-х годов вместе с В. В. Ломинадзе, Л. А. Шацкиным и философом Г. Е. Рохкиным, который в 1931 году был исключён из партии как «троцкистский контрабандист», образовал новый «лево-правый блок».
В октябре 1932 года Стэн был исключён из партии и арестован по делу «Союза марксистов-ленинцев»: один из членов «Союза», Иванов, в ходе следствия сообщил, что передавал «большой и маленький документы» для ознакомления Рокхину и Стэну, причём последнего просил познакомить с ними Зиновьева и Каменева. Около 2-х месяцев провёл в Бутырской тюрьме. Коллегией ОГПУ во внесудебном порядке был приговорён к ссылке. Отправлен в Акмолинск Казакской АССР. В 1934 году, после формального признания своих ошибок, был освобождён, работал в редакции Большой советской энциклопедии.
Второй раз арестован 3 августа 1936 года. Обвинялся в «участии в контрреволюционной право-левацкой организации и в создании боевой группы для подготовки терактов против руководителей ВКП(б) и советского правительства»; Военной коллегией Верховного Суда 19 июня 1937 года приговорён к смертной казни. Расстрелян 20 июня 1937 года.
Посмертно реабилитирован и восстановлен в партии в 1988 году.
На Введенском кладбище в Москве Яну Стэну установлен кенотаф с изображением тернового венца.